# Kormorán bradavičnatý
Kormorán bradavičnatý (Leucocarbo carunculatus) je vzácný druh kormorána, který je endemický Novému Zélandu, kde se vyskytuje pouze v oblasti Marlborough Sounds na severním cípu Jižního ostrova.

## Systematika

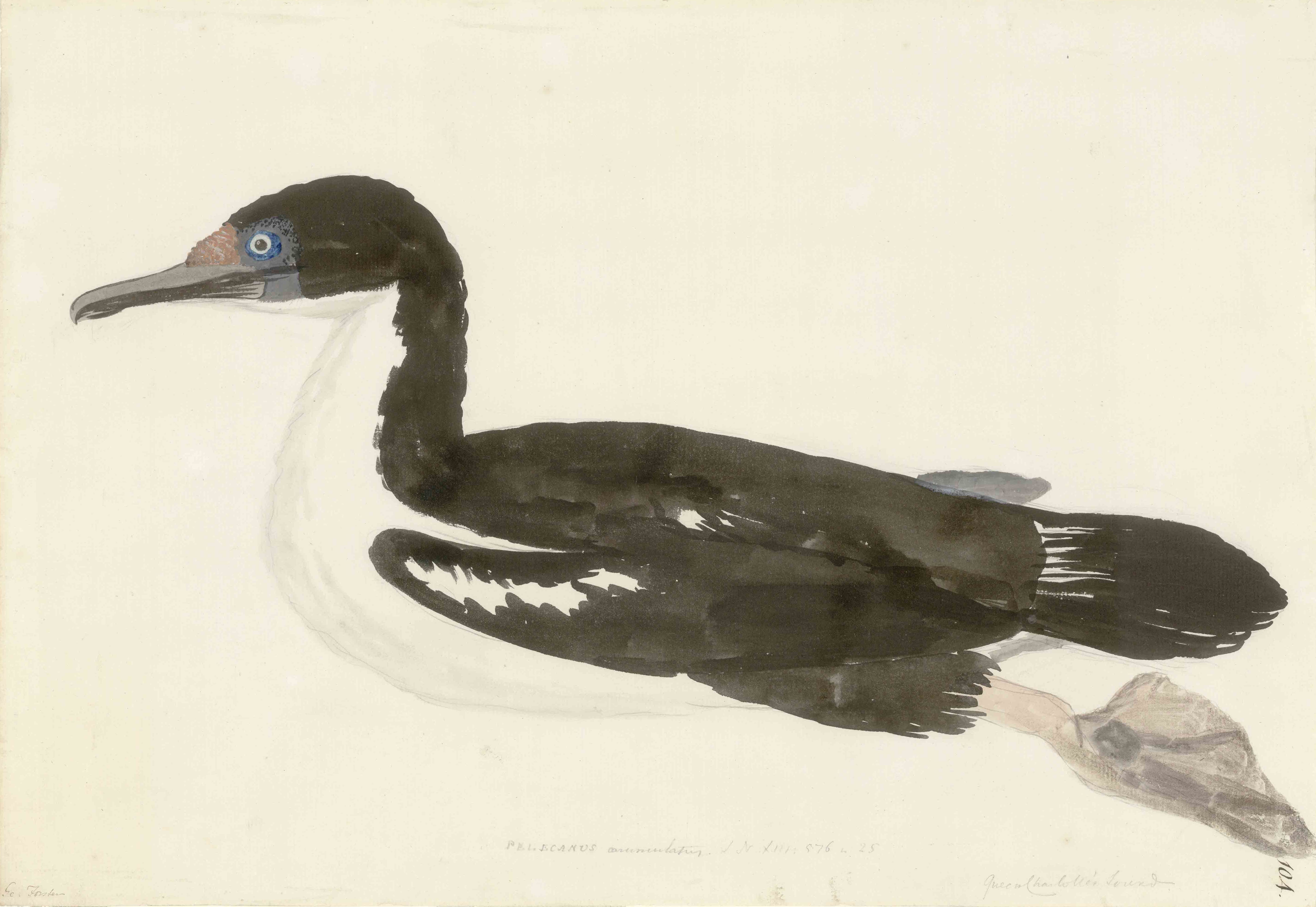
Malba kormorána bradavičnatého vodovými barvami od George Fostera někdy z let 1772–1775

První exemplář druhu odchytil pro potřeby Západní vědy již Johann Reinhold Forster v Queen Charlotte Sound. Foster do oblasti zavítal během druhé plavby Jamese Cooka (1772–1775). J. R. Foster druh slovně popsal a jeho syn Georg pomocí vodových barev pořídil první ilustraci druhu. První formální popis kormorána bradavičnatého se nicméně přisuzuje až německému přírodovědci Johannu Gmelinovi, jehož popis vyšel v roce 1789 v rozšířené verzi Linného Systema Naturae. Gmelin druhu přiřadil jméno Pelecanus carunculatus. Moderní systematika druh řadí do rodu Leucocarbo, který v roce 1856 vytyčil francouzský přírodovědec Charles Lucien Bonaparte.
Rodové jméno Leucocarbo je kombinací starořeckého leukos („bílý“) a Carbo, což je rod kormorána, který vytvořil Bernard Germain de Lacépède v roce 1799. Druhové jméno carunculatus v překladu znamená „malý kousek masa“. Jedná se o monotypický taxon, tzn. nejsou rozeznávány žádné poddruhy.

## Popis
Tento statný druh kormorána má černobílé opeření a růžové nohy. Dospělci mají černou hlavu, šíji, hřbet a ocas. Vnější hranu křídel lemuje bílá linka, kterou někdy nahrazuje bílá skvrna. Někteří jedinci mají bílou skvrnu i na horní části hřbetu. Ramenní perutě jsou bílé. Dospělcům se v době hnízdění u kořene horního zobáku vytváří sytě žluté zduřeniny, které jsou po zbytek roku mnohem menší a méně výrazně zbarvené. Kolem očí se nachází modré oční kroužky. Nedospělí jedinci mívají světle hnědé opeření namísto černé a jejich kůže na tvářích je bledá. Dospělý kormorán měří kolem 76 cm, váha se pohybuje kolem 2,5 kg. Kormorán bradavičnatý vydává nízkofrekvenční skřehotavý zvuk, kterým se ozývá hlavně zrána.

## Rozšíření a populace
Kormorán bradavičnatý je endemický na Novém Zélandu. Zhruba 85 % populace tvoří pouze 5 kolonií na maličkých ostrůvcích v oblasti Marlborough Sounds na severním cípu Jižního ostrova. Zbytek populace je rozeset po několika dalších malých ostrůvcích v oblasti. Zbloudilí jedinci byli zaznamenáni v Kaikouře i na jezeře Horowhenua.
Při leteckém průzkumu v roce 2015 byla celková populace druhu odhadnuta na 893 jedinců.

## Biologie

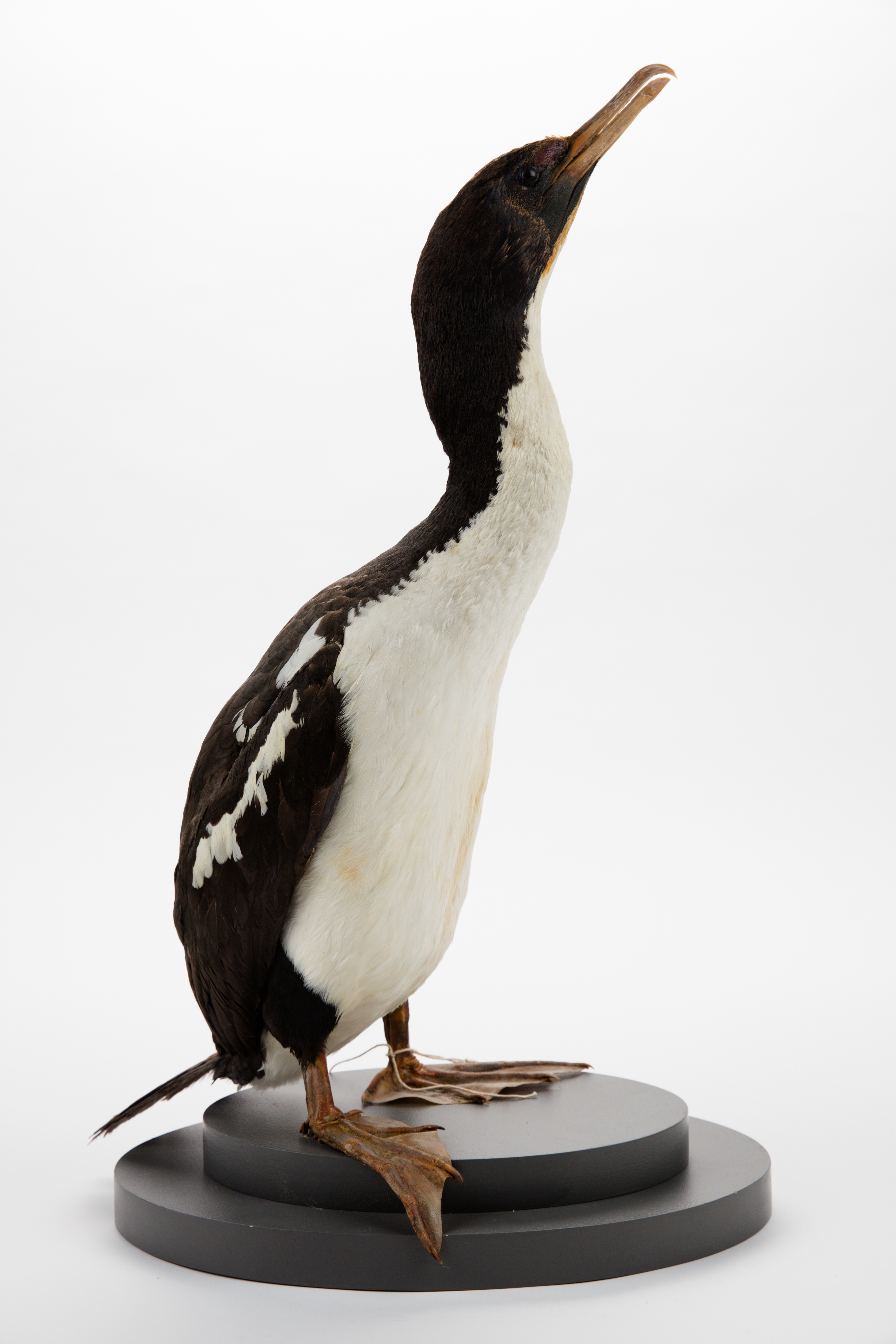
Exemplář kormorána bradavičnatého ze sbírek Aucklandského muzea

### Potrava
Živí se především bentickými (při dně žijícími) menšími rybkami o velikostech 10–15 cm, jídelníček doplňuje raky a kraby. Zaměřuje se hlavně na ryby jako jsou platýsi, kambaly Arnoglossus scapha, písečníci novozélandští (Parapercis colias) nebo moridy červenavé. Pro potravu se potápí nejčastěji do hloubek 20–40 m, avšak dokáže se ponořit až do 90m hloubek. Průměrně zůstává pod vodou kolem 120 s, avšak může ve vodě zůstat až 190 s. Podobně jako ostatní druhy subantarktických kormoránů, ani kormorán bradavičnatý po výstupu z vody na břeh neroztahuje svá křídla, aby si je usušil na slunci, ale třepe s nimi, aby se rychle zbavil přebytečné vody. Krmí se samostatně, avšak někdy hřaduje v malých hejnech.

### Hnízdění
Hnízdí v novozélandské zimě, přesná doba hnízdění se každoročně proměňuje a liší se dokonce i v rámci kolonií. Roli patrně hraje počasí a potravní dostupnost. Samec nadbíhá samici pomocí řady vizuálních signálů jako je házení hlavou dozadu, někdy až s dotykem kostřece zadní části hlavy. Hnízda si staví na kamenech, často těsně u vody jen několik metrů nad vodní hladinou. Mělké hnízdi talířovitého tvaru o průměru kolem 0,5 m je postaveno z rostlin, chrastí a kelpu, slepeno je guánem. Ke stavbě hnízda dochází někdy mezi březnem a květnem, v květnu a černu nastává kladení vajec. Samice klade 1–3, nejčastěji 2 bleděmodrá vejce o rozměrech 63×41 mm.

## Ohrožení
Populace druhu je patrně stabilní. Nižší stavy druhu zaznamenané před rokem 2015 spíše vypovídají o jiné metodice sčítání než o skutečných počtech kormoránů v terénu. Mezinárodní svaz ochrany přírody hodnotí populace druhu jako zranitelnou, a to hlavně s přihlédnutím k extrémně nízkému stavu populace, kdy většina kormoránů hnízdí pouze v 5 koloniích na malých ostrůvcích či dokonce skaliskách. Hlavní hrozbu druhu představuje interakce s ukotvenými rybářskými sítěmi, kterých je v areálu výskytu kormoránů velké množství. K dalším hrozbám druhu patří hlavně rušení lidmi (provoz na moři, turismus, potápěči, nízké průlety letadel), které jsou škodlivé hlavně během hnízdění, kdy kormoráni bradavičnatí mohou i zavrhnout svá hnízda. Kolonie těchto ptáků jsou často silně náchylné k vyplavení po prudkých bouřkách a dalších extrémních jevech počasí; dá se předpokládat, že s globálním oteplováním se bude zvyšovat i riziko záplavy kolonií vysokými vlnami.